# کرومهورن
کرومهورن (به آلمانی: Krummhörn) یک شهر در آلمان است که در آوریش واقع شده‌است. کرومهورن ۱۳٬۲۴۸ نفر جمعیت دارد.